# 지리적 중심
지리학에서 지리적 중심은 지구 표면 영역(해수면 또는 지오이드 표면에 방사형으로 투영됨)의 2차원 모양의 무게 중심을 가리킨다. 덜 일반적인 표현으로 중력 중심이라고도 한다. 비형식적으로, 중심의 결정은 균일한 평면에서 잘라낸 일정한 모양이 균형을 이루는 점을 찾는 것으로 설명된다. 이 방법은 때때로 "중력 방법"이라고도 불린다.
세련된 접근 방식의 한 예로 2015년 피터 A. 로저슨에 의해 제시된 방법을 들 수 있다. 임의의 기준점을 잡고 방위정거도법을 적용한 후 관심 대상 영역(의 투영에 의한 상)의 무게 중심을 구한 후, 그 무게 중심에 해당하는 점을 기준으로 방위정거도법을 적용하는 과정을 반복하기를 더 이상 중심점이 움직이지 않을 때까지(혹은 변동이 원하는 범위 이내가 될 때까지) 하는 방법이다. 초록에는 "새로운 방법은 해당 지역의 모든 지점에서 중심까지의 제곱 대원 거리의 합을 최소화한다"라고 되어 있다.
2019년에 뉴질랜드의 GNS Science 역시 뉴질랜드 확장 대륙붕의 중심 위치를 결정하는 데 반복적 접근 방식(및 다양한 도법)을 사용했다.
그러나 다양한 국가 및 지역의 중심을 결정하기 위한 방법으로 다른 방법도 제안되거나 사용되었다. 여기에는 다음이 포함된다.
- 위에서 설명한 일반적인 면적 중심 대신 부피 중심(계산에 고도 포함)을 사용한다.[6]
- 영역을 완전히 둘러싸는 경계 상자의 중심점. 상대적으로 결정하기 쉽지만, 이 방법을 사용하여 계산된 중심점은 일반적으로 고려 중인 영역에 대한 경계 상자의 방향에 따라 (대지 또는 영역의 모양에 따라) 달라진다. 이런 의미에서 이는 강력한 방법이 아니다.
- 지역을 동쪽과 서쪽의 두 개의 동일한 면적 부분으로 나누는 경도를 찾은 다음 마찬가지로 지역을 북쪽과 남쪽의 두 개의 동일한 면적 부분으로 나누는 위도를 찾는다.[7] 위에서 설명한 경계 상자 접근 방식과 마찬가지로 이 방법은 일반적으로 동일한 모양의 영역이 방향만 다르게 배향된 경우 정확히 동일한 지점을 가리키지 않는다.

미국 지질 조사국(United States Geological Survey)의 문서에 언급된 바와 같이, "지리적 중심에 대해 일반적으로 받아들여지는 정의는 없으며 이를 결정하는 완전히 만족스러운 방법도 없다."
일반적으로 섬이나 상당한 크기의 수역을 포함할지 여부에 대해 논쟁의 여지가 있으며, 지구의 곡률을 가장 잘 처리하는 방법 및 이와 밀접하게 관련된 문제인 어떤 지도 투영법을 사용할지의 문제 또한 논쟁의 여지가 있다.

## 사례
- 지리적 중심의 산정방법에 관하여 학술적인 견해가 통일되어 있지 않듯이, 한국의 지리적 중심이 어디에 있는지를 두고서도 여러 논쟁이 있어 왔다. 예를 들어 한반도 전체가 아니라 미수복영토를 제외한 남한 영역만을 기준으로 할 경우 그 지리적 중심점은 충청북도 옥천군에 있는 것으로 알려져 있다.[8] 그러나 단순히 한반도를 기준으로 하는 것이 아니라 독도 등 부속도서를 포함하는 헌법상의 영토 전체를 기준으로 삼을 때 한국의 지리적 중심은 대한민국 강원도 양구군에 있는 것으로 알려져 있는데,[9] 이는 양구군이 2021년에 남면의 명칭을 국토정중앙면으로 바꾸는 계기가 되었다.
- 본래 대한민국 서울의 중심은 1896년 종로구 인사동에 고종이 세운 서울의 중심점 표지석을 기준으로 하는 것으로 알려져 있었다. 그러나 1960~70년대에 강남 일대를 편입하는 등 서울의 경계가 확장되었으므로, 2010년 서울특별시청은 새롭게 확장된 서울의 지리적 중심점이 남산 정상 부근에 있는 것으로 산정된다는 연구결과를 발표하였다.[10] 이때의 산정방법은 서울특별시 경계의 동서남북 극점을 기준으로 동서와 남북을 잇는 직선을 그은 뒤에 그 교차점을 기준으로 정한 것으로 알려져 있다.[11]

## 같이 보기
- 지구의 극점
- 도달불능극